# 関東学生アメリカンフットボール連盟
関東学生アメリカンフットボール連盟（かんとうがくせいアメリカンフットボールれんめい、英語表記: Kantoh Collegiate Football Association）とは、関東地域（関東・甲越）における大学のアメリカンフットボール部が所属する統括連盟である。

## 略史
アメリカンフットボールは日本での球技としては比較的歴史が浅く、世界の流れが第二次世界大戦へ向かっている頃に日本に初めてもたらされた。最初は関東と関西の一部の大学により始められその後次第に大学の間に広まっていき、その後は社会人や高校に広まっていった。そのために日本のアメリカンフットボールの創成期は、すなわち大学アメリカンフットボールの歴史といっても差し支えない。
学校数の多い関東や関西圏から普及し始めたことが有利にはたらき、チーム数も競技レベルにおいても関東・関西の大学が中心の時代が長らく続いた。戦後間もない頃までは、関東においても数校のみで行なっていたが、次第に加盟校を増やしていき、入れ替え戦導入での直列リーグ構成を採るなどしていったが、加盟校が増えるにしたがい、その運営の処遇に困った連盟は、更なる普及・振興策を単に加盟校を増やすことではなく、人気の看板カードを固定・定着させることに主眼を置く為に、並列リーグに再編し、関東チャンピオンはそれらのリーグの代表校による選手権で決する方策を採った。これが、関東並列リーグ時代になる。
加盟校増加の時期を迎えても競技レベル・運営面の双方において、戦前から参加していた早稲田大、立教大、明治大、慶應大、法政大、日本大が依然としてその中心であったが、この並列リーグの再編時には、再編当時より少し前から台頭が始まり、その後長らく黄金時代を保った日本大が、「実力的に頭抜けているので、新興校の技量向上に協力して欲しい。」という表向きの依頼理由により、当初（2年間）は前述伝統校組みの中ではただ1校日本大のみが新興校のリーグに参加した（残りの伝統校は全て「東京六大学リーグ」として同じリーグに編成されたが、最終的には、日本大も2年後にそのリーグに編入替えされることになった）。
1981年にはその並立リーグも終わりを迎え、配下6リーグを入れ替え戦で直結された3部構成の各部複数ブロックという直列リーグ構成に戻され、その後も加盟校の変化や改善提案に基づいてブロック構成や各部の構成チーム数を若干修正しながら現在に至っている。なお関東選手権については、直列リーグへの再編でも1部のリーグ構成が2ブロックであったため、時期により名称や試合形式を若干変えながらも存続し続けている。

## 沿革

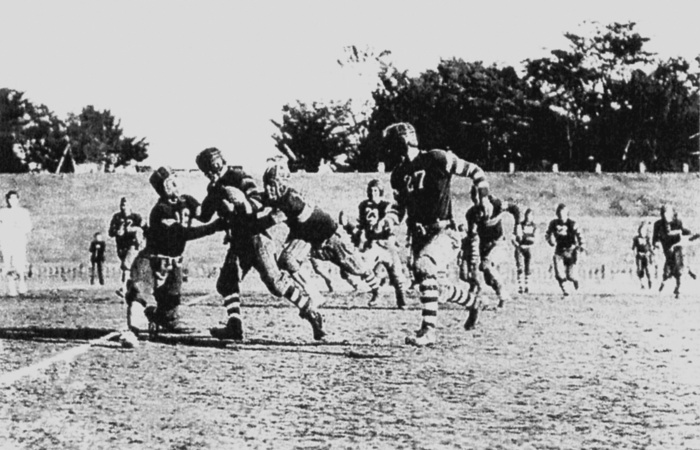
1935年の法立戦

- 1934年 立教大、明治大、早稲田大により、東京学生アメリカンフットボール連盟（当時は東京学生米式蹴球競技連盟）を設立。米国カレッジに倣い秋季のリーグ戦を開始。
- 1935年 慶應大、法政大が加盟。
- 1938年 立教大、明治大、早稲田大、慶應大、法政大、関西大にて日本アメリカンフットボール協会（当時は日本米式蹴球協会）を結成。
- 1940年 日本大が加盟。6校制になる。
- 1941年 関東学生鎧球競技連盟に改称。関西学生リーグが始まり、同時に東西大学対抗戦が開始。
- 1943年 太平洋戦争激化により、1945年まで3年間中断（1946年はオープン戦のみ）。
- 1946年 同年3月に関東米式蹴球連盟が発足。関東学生連盟は関東連盟の傘下になり関東学生米式蹴球競技連盟として復活（後に関東連盟は、関東協会に改称。関東学生連盟も、関東学生アメリカンフットボール連盟→関東大学アメリカンフットボール連盟→関東学生アメリカンフットボール連盟と変遷）。第1回東西大学王座決定戦（甲子園ボウル）を実施。
- 1956年 学習院大が加盟。7校制になる。
- 1957年 防衛大が加盟。8校制になる。
- 1959年 東大と日体大が加盟。10校になったため、1部6校+2部4校の1部2部制と入れ替え戦を導入。
- 1960年 青学大、成城大、東経大が加盟。以上の3校で新たに3部を構成。
- 1962年 2部4校3部3校を統合再編し2部7校に変更
- 1966年 成蹊大、関東学院大、國學院大、獨協大が新規加盟。1部8校＋2部6校＋3部4校に再編成
- 1969年 加盟校増加により、2部＋3部を2部4ブロック（A - D）に再編成。新加盟校は以下の通り

明星大、専修大、東海大、拓殖大、国際商科大、東洋大、亜大、明学大、中央大、一橋大、大東大
- 1970年 5リーグ（東京六大学、関東六大学、さつき、首都六大学、関東大学）に再編成し、各リーグ優勝校による関東大学選手権を開始。上智大、和光大が新加盟（共に首都六大学リーグ）。城西大と日本工大が準加盟（共に関東大学リーグ）。
- 1971年 桜美林大が準加盟（関東大学リーグ）、城西大と日本工大が正式加盟に昇格。それに伴い関東大学リーグの名称を関東学生リーグに変更。
- 1972年 各リーグ間で所属校の調整と構成数の変更を実施。日大が関東大学リーグから東京六大学リーグへ、日体大が関東大学リーグから関東六大学リーグへ、桜美林大が正式加盟への昇格と伴に関東大学リーグからさつきリーグへ。首都六大学リーグに千葉商大が新加盟。定数が増加したリーグの中で、名称に定数を冠したリーグはそれぞれ東京七大学、関東七大学、首都七大学に改称。
- 1973年 関東学生リーグをローズリーグと改称。
- 1974年 創価大が新加盟（ローズリーグ）。
- 1975年 武蔵大が新加盟（さつきリーグ）。
- 1976年 駒澤大が新加盟（首都七大学リーグ）、定数増加に伴い首都七大学は首都八大学に改称。 横浜国大が新加盟（関東七大学リーグ）、定数増加に伴い関東七大学を関東八大学リーグに改称。
- 1977年 宇都宮大、帝京大、神大が新加盟。東京農大、足利工大、筑波大、立正大が準加盟。以上の新加盟・準加盟をあわせた7校にて新しく関東大学リーグを結成（任意で数試合を実施、関東選手権への出場権なし）。また関東医科歯科リーグ（以下、医科歯科リーグ、関東選手権への出場権なし）を2ブロック10校（東邦大医学部、日本歯科大、鶴見大歯学部、城西歯科大、獨協医大、聖マリアンナ医大、北里大医学部、慈恵医大、埼玉医大、帝京大医学部）で新設。
- 1978年 東京農大、足利工大、筑波大が正式加盟に昇格し、武蔵工大（現東京都市大学）、東京農工大、東京学芸大、横浜商大が準加盟（それぞれ関東大学リーグ）。また、関東大学リーグを新加盟と準加盟の2リーグに完全に分離。
- 1979年 足利工大が脱退（関東大学新加盟リーグ、以下新加盟リーグ）し、武蔵工大が正式加盟（新加盟リーグ）に昇格。また文教大、関園大、埼玉工大が準加盟。関東大学準加盟リーグ（以下準加盟リーグ）をA,Bの2ブロックに分割再編。日大歯学部、東海大医学部が加盟（医科歯科リーグ）。
- 1980年 足利工大が復帰・再加盟（共に新加盟リーグ）。幾徳工大と上武大が準加盟。
- 1981年 関東大学連盟の配下6リーグを1部2ブロック12校、2部4ブロック28校、3部2ブロック12校（他に医科歯科リーグ2ブロック11校と準加盟リーグ、但し前年までの準加盟は全て正式加盟に昇格。足利工大、横浜商大は脱退）に再編成。関東大学選手権は1部A,Bブロック1位校同士の優勝決定戦に変更。
- 1982年 玉川大が準加盟に参加。また、足利工大、横浜商大が準加盟に復帰。
- 1983年 玉川大が正式加盟に昇格。足利工大学、横浜商科大学は不参加。上武大が全試合棄権。
- 1984年 新加盟校と復帰校で準加盟リーグを編成。構成校は埼玉大、千葉大、千葉工大、国士大、足利工大、上武大、横浜商大（全試合棄権）
- 1985年 3部を2ブロック16校に変更（ただし試合数は抽選で各校5試合）。高千穂商大が準加盟に参加。埼玉大、千葉大、千葉工大、国士大は正式加盟に昇格。
- 1986年 1部を2ブロック14校、3部を3ブロック15校に変更。高千穂商大が正式加盟に昇格し、準加盟に茨城大が参加。
- 1987年 準加盟に横浜市大が参加。
- 1988年 3部を3ブロック18校に変更。茨城大、横浜市大、足利工大が正式加盟となり、準加盟に帝京技術科学大、流経大、杏林大が参加。
- 1990年 日本国内の組織改編に伴い、日本学生アメリカンフットボール協会を設立。関東協会は発展的に解消。関東協会傘下から日本学生アメリカンフットボール協会傘下に移行。
- 1996年 2部4ブロック28校を1部と同じ形態の2ブロック制16校に改編。同時に3部は4ブロック24校、4部は4ブロックに再編成。
- 2004年 1部リーグ所属の各ブロックから選抜された選手によるオールスターゲームが川崎球場で開催されるようになった。（川崎カレッジボウル）
- 2005年 2006年から1部を7校×2ブロックを8校×2ブロックに改編するために移行措置を実施（2部以下の基本構成には変更なし）。この改編に伴い、2006年以降の関東選手権は1部両ブロック1位校同士の決勝戦のみとなった。
- 2014年 1部リーグを再々編し8校×2ブロック制から16校1ブロックとなり、実質的な新しい1・2部制（「TOP8」と「BIG8」の8チームずつでクラスごとのリーグ戦を行なう）に変更。なおTOP8下位とBIG8上位の入れ替え制度も導入（TOP8の下位2校とBIG8の上位2校、並びにBIG8の下位4校と2部の各ブロック上位2校ずつ[1]が入れ替え戦を行う）。関東選手権は2013年をもって廃止され、甲子園ボウル（全日本大学選手権）の東日本代表決定戦へはTOP8リーグの優勝チームが進出する。[2]2・3部、エリアリーグは名称は変更されない。
- 2024年2月15日 日本大学アメリカンフットボール部（日本大学フェニックス）が関東学生アメリカンフットボール連盟から退社したことが、同連盟から発表された[3]。

## 所属チーム

### 2024年シーズンのブロック編成
| リーグ         | 加盟チーム （96チーム） | 加盟チーム （96チーム） | 加盟チーム （96チーム） | 加盟チーム （96チーム） | 加盟チーム （96チーム） | 加盟チーム （96チーム） | |
| 1部リーグ      | TOP8 | TOP8 | TOP8 | TOP8 | TOP8 | TOP8 | |
| -------------- | --- | --- | --- | --- | --- | --- | --- |
| 1部リーグ      | - 早稲田大学ビッグベアーズ - 法政大学オレンジ - 中央大学ラクーンズ - 明治大学グリフィンズ - 立教大学ラッシャーズ - 東京大学ウォリアーズ - 桜美林大学スリーネイルズクラウンズ - 慶應義塾大学ユニコーンズ | | | | | | |
| 1部リーグ      | BIG8 | | | | | | |
| 1部リーグ      | - 日本体育大学トライアンファントライオン - 神奈川大学アトムズ - 駒澤大学ブルータイド - 青山学院大学ライトニング - 国士舘大学ライナセロス - 成蹊大学ゼルコバーズ - 帝京大学グラディエーター | | | | | | |
| 2部リーグ      | Aブロック | Aブロック | Aブロック | Bブロック | Bブロック | Bブロック | |
| 2部リーグ      | - 東海大学トライトンズ - 専修大学グリーンマシーン - 学習院大学ジェネラルズ - 筑波大学エクスキャリバーズ - 芝浦工業大学ファイティングエンジニアーズ - 拓殖大学ラトルスネイクス - 一橋大学クリムゾン - 国際基督教大学アポッスルズ | - 東海大学トライトンズ - 専修大学グリーンマシーン - 学習院大学ジェネラルズ - 筑波大学エクスキャリバーズ - 芝浦工業大学ファイティングエンジニアーズ - 拓殖大学ラトルスネイクス - 一橋大学クリムゾン - 国際基督教大学アポッスルズ | - 東海大学トライトンズ - 専修大学グリーンマシーン - 学習院大学ジェネラルズ - 筑波大学エクスキャリバーズ - 芝浦工業大学ファイティングエンジニアーズ - 拓殖大学ラトルスネイクス - 一橋大学クリムゾン - 国際基督教大学アポッスルズ | - 明治学院大学セインツ - 横浜国立大学マスティフス - 上智大学ゴールデンイーグルス - 東京工業大学バッファローズ - 成城大学オレンジビームス - 関東学院大学ハリケーンズ - 防衛大学校カデッツ - 東京農工大学ブラスターズ | - 明治学院大学セインツ - 横浜国立大学マスティフス - 上智大学ゴールデンイーグルス - 東京工業大学バッファローズ - 成城大学オレンジビームス - 関東学院大学ハリケーンズ - 防衛大学校カデッツ - 東京農工大学ブラスターズ | - 明治学院大学セインツ - 横浜国立大学マスティフス - 上智大学ゴールデンイーグルス - 東京工業大学バッファローズ - 成城大学オレンジビームス - 関東学院大学ハリケーンズ - 防衛大学校カデッツ - 東京農工大学ブラスターズ | |
| 3部リーグ      | Aブロック | Bブロック | Bブロック | Cブロック | Cブロック | Dブロック | |
| 3部リーグ      | - 大東文化大学ワイルドボアーズ - 千葉大学ポセイドン - 東京経済大学ファルコンズ - 電気通信大学クラッシャーズ - 流通経済大学ドラゴンズ - 明星大学シルバーナイツ・東京工科大学ケルベロス(合同チーム) - 白鷗大学ラスカルズ | - 東京学芸大学スネイルズ - 東洋大学バイキングス - 東京都立大学スクラッパーズ - 亜細亜大学エンジェルス - 東京都市大学ヘリオス - 横浜市立大学ファイティングシーガルズ - 玉川大学スタリオン | - 東京学芸大学スネイルズ - 東洋大学バイキングス - 東京都立大学スクラッパーズ - 亜細亜大学エンジェルス - 東京都市大学ヘリオス - 横浜市立大学ファイティングシーガルズ - 玉川大学スタリオン | - 千葉商科大学リカオンピクタス - 埼玉大学プリムローズ - 東京国際大学ドルフィンズ - 東京外国語大学ファントムズ - 立正大学ブルドッグス - 創価大学ブルーライオンズ | - 千葉商科大学リカオンピクタス - 埼玉大学プリムローズ - 東京国際大学ドルフィンズ - 東京外国語大学ファントムズ - 立正大学ブルドッグス - 創価大学ブルーライオンズ | - 東京農業大学アギーズ - 工学院大学クラッシュマシーンズ - 獨協大学グリーンモンスターズ - 東京理科大学ラスカルズ - 流通経済大学ドラゴンズ - 高千穂大学イーグルス - 新潟大学タイガース | - 東京農業大学アギーズ - 工学院大学クラッシュマシーンズ - 獨協大学グリーンモンスターズ - 東京理科大学ラスカルズ - 流通経済大学ドラゴンズ - 高千穂大学イーグルス - 新潟大学タイガース |
| 医科歯科リーグ | - 昭和大学マッドドッグス - 埼玉医科大学マルベリーズ - 慶應義塾大学医学部ユニコーンズ - 獨協医科大学シルバーダムダムズ - 日本大学医学部/歯学部/松戸歯学部ボアーズ - 東京大学医学部スコーピオンズ - 東京慈恵会医科大学クリケッツ | - 昭和大学マッドドッグス - 埼玉医科大学マルベリーズ - 慶應義塾大学医学部ユニコーンズ - 獨協医科大学シルバーダムダムズ - 日本大学医学部/歯学部/松戸歯学部ボアーズ - 東京大学医学部スコーピオンズ - 東京慈恵会医科大学クリケッツ | - 昭和大学マッドドッグス - 埼玉医科大学マルベリーズ - 慶應義塾大学医学部ユニコーンズ - 獨協医科大学シルバーダムダムズ - 日本大学医学部/歯学部/松戸歯学部ボアーズ - 東京大学医学部スコーピオンズ - 東京慈恵会医科大学クリケッツ | - 昭和大学マッドドッグス - 埼玉医科大学マルベリーズ - 慶應義塾大学医学部ユニコーンズ - 獨協医科大学シルバーダムダムズ - 日本大学医学部/歯学部/松戸歯学部ボアーズ - 東京大学医学部スコーピオンズ - 東京慈恵会医科大学クリケッツ | - 昭和大学マッドドッグス - 埼玉医科大学マルベリーズ - 慶應義塾大学医学部ユニコーンズ - 獨協医科大学シルバーダムダムズ - 日本大学医学部/歯学部/松戸歯学部ボアーズ - 東京大学医学部スコーピオンズ - 東京慈恵会医科大学クリケッツ | - 昭和大学マッドドッグス - 埼玉医科大学マルベリーズ - 慶應義塾大学医学部ユニコーンズ - 獨協医科大学シルバーダムダムズ - 日本大学医学部/歯学部/松戸歯学部ボアーズ - 東京大学医学部スコーピオンズ - 東京慈恵会医科大学クリケッツ | |
| 7人制リーグ    | - 杏林大学キャバリアーズ - 駿河台大学クーガーズ - 山梨大学ワイバーンズ - 高崎経済大学バンディッツ - 日本歯科大学ボンバーズ - 明海大学歯学部クルセイダーズ - 東京医科大学メリー・ビバーズ | - 杏林大学キャバリアーズ - 駿河台大学クーガーズ - 山梨大学ワイバーンズ - 高崎経済大学バンディッツ - 日本歯科大学ボンバーズ - 明海大学歯学部クルセイダーズ - 東京医科大学メリー・ビバーズ | - 杏林大学キャバリアーズ - 駿河台大学クーガーズ - 山梨大学ワイバーンズ - 高崎経済大学バンディッツ - 日本歯科大学ボンバーズ - 明海大学歯学部クルセイダーズ - 東京医科大学メリー・ビバーズ | - 杏林大学キャバリアーズ - 駿河台大学クーガーズ - 山梨大学ワイバーンズ - 高崎経済大学バンディッツ - 日本歯科大学ボンバーズ - 明海大学歯学部クルセイダーズ - 東京医科大学メリー・ビバーズ | - 杏林大学キャバリアーズ - 駿河台大学クーガーズ - 山梨大学ワイバーンズ - 高崎経済大学バンディッツ - 日本歯科大学ボンバーズ - 明海大学歯学部クルセイダーズ - 東京医科大学メリー・ビバーズ | - 杏林大学キャバリアーズ - 駿河台大学クーガーズ - 山梨大学ワイバーンズ - 高崎経済大学バンディッツ - 日本歯科大学ボンバーズ - 明海大学歯学部クルセイダーズ - 東京医科大学メリー・ビバーズ | |
| リーグ戦不参加 | - 文教大学オーディン - 城西大学Bライノス - 神奈川工科大学パイド・パイパース - 横浜商科大学ラッキースター - 茨城大学スターゲイザーズ - 千葉工業大学ホーネッツ - 神田外語大学スティンガーズ - 江戸川大学ヘッジホッグス - 北里大学医学部オークス - 鶴見大学歯学部アンダーテイカーズ - 宇都宮大学ブルファイターズ - 東京医科歯科大学ストーンズ - 東京医科大学メリービバーズ - 帝京大学医学部ラスカルズ - 聖マリアンナ医科大学ロードランナーズ - 山梨学院大学レッドウォリアーズ - 明海大学歯学部クルセイダーズ - 神奈川歯科大学アルバトロス - 東邦大学医学部マイティーズ - 東海大学医学部シーガルズ - 日本歯科大学ボンバーズ - 日本工業大学リバーホース | - 文教大学オーディン - 城西大学Bライノス - 神奈川工科大学パイド・パイパース - 横浜商科大学ラッキースター - 茨城大学スターゲイザーズ - 千葉工業大学ホーネッツ - 神田外語大学スティンガーズ - 江戸川大学ヘッジホッグス - 北里大学医学部オークス - 鶴見大学歯学部アンダーテイカーズ - 宇都宮大学ブルファイターズ - 東京医科歯科大学ストーンズ - 東京医科大学メリービバーズ - 帝京大学医学部ラスカルズ - 聖マリアンナ医科大学ロードランナーズ - 山梨学院大学レッドウォリアーズ - 明海大学歯学部クルセイダーズ - 神奈川歯科大学アルバトロス - 東邦大学医学部マイティーズ - 東海大学医学部シーガルズ - 日本歯科大学ボンバーズ - 日本工業大学リバーホース | - 文教大学オーディン - 城西大学Bライノス - 神奈川工科大学パイド・パイパース - 横浜商科大学ラッキースター - 茨城大学スターゲイザーズ - 千葉工業大学ホーネッツ - 神田外語大学スティンガーズ - 江戸川大学ヘッジホッグス - 北里大学医学部オークス - 鶴見大学歯学部アンダーテイカーズ - 宇都宮大学ブルファイターズ - 東京医科歯科大学ストーンズ - 東京医科大学メリービバーズ - 帝京大学医学部ラスカルズ - 聖マリアンナ医科大学ロードランナーズ - 山梨学院大学レッドウォリアーズ - 明海大学歯学部クルセイダーズ - 神奈川歯科大学アルバトロス - 東邦大学医学部マイティーズ - 東海大学医学部シーガルズ - 日本歯科大学ボンバーズ - 日本工業大学リバーホース | - 文教大学オーディン - 城西大学Bライノス - 神奈川工科大学パイド・パイパース - 横浜商科大学ラッキースター - 茨城大学スターゲイザーズ - 千葉工業大学ホーネッツ - 神田外語大学スティンガーズ - 江戸川大学ヘッジホッグス - 北里大学医学部オークス - 鶴見大学歯学部アンダーテイカーズ - 宇都宮大学ブルファイターズ - 東京医科歯科大学ストーンズ - 東京医科大学メリービバーズ - 帝京大学医学部ラスカルズ - 聖マリアンナ医科大学ロードランナーズ - 山梨学院大学レッドウォリアーズ - 明海大学歯学部クルセイダーズ - 神奈川歯科大学アルバトロス - 東邦大学医学部マイティーズ - 東海大学医学部シーガルズ - 日本歯科大学ボンバーズ - 日本工業大学リバーホース | - 文教大学オーディン - 城西大学Bライノス - 神奈川工科大学パイド・パイパース - 横浜商科大学ラッキースター - 茨城大学スターゲイザーズ - 千葉工業大学ホーネッツ - 神田外語大学スティンガーズ - 江戸川大学ヘッジホッグス - 北里大学医学部オークス - 鶴見大学歯学部アンダーテイカーズ - 宇都宮大学ブルファイターズ - 東京医科歯科大学ストーンズ - 東京医科大学メリービバーズ - 帝京大学医学部ラスカルズ - 聖マリアンナ医科大学ロードランナーズ - 山梨学院大学レッドウォリアーズ - 明海大学歯学部クルセイダーズ - 神奈川歯科大学アルバトロス - 東邦大学医学部マイティーズ - 東海大学医学部シーガルズ - 日本歯科大学ボンバーズ - 日本工業大学リバーホース | - 文教大学オーディン - 城西大学Bライノス - 神奈川工科大学パイド・パイパース - 横浜商科大学ラッキースター - 茨城大学スターゲイザーズ - 千葉工業大学ホーネッツ - 神田外語大学スティンガーズ - 江戸川大学ヘッジホッグス - 北里大学医学部オークス - 鶴見大学歯学部アンダーテイカーズ - 宇都宮大学ブルファイターズ - 東京医科歯科大学ストーンズ - 東京医科大学メリービバーズ - 帝京大学医学部ラスカルズ - 聖マリアンナ医科大学ロードランナーズ - 山梨学院大学レッドウォリアーズ - 明海大学歯学部クルセイダーズ - 神奈川歯科大学アルバトロス - 東邦大学医学部マイティーズ - 東海大学医学部シーガルズ - 日本歯科大学ボンバーズ - 日本工業大学リバーホース | |

ソース:

## リーグ戦
TOP8の優勝チームは、東日本代表決定戦に関東代表として進み、北海道代表（北海道学生アメリカンフットボール連盟）と東北代表（東北学生アメリカンフットボール連盟）の勝利チームと対戦する。その試合に勝利したチームが、東日本代表として全日本大学アメリカンフットボール選手権大会の決勝戦である「甲子園ボウル」に進める。

### 新型コロナウィルス対策の特例
2020年度は1部TOP8、同BIG8とも、各階級参加8校ずつを、それぞれの階級ごとに抽選でA・Bの2組4チームずつに分け、1回総当たり3試合を実施、総当たり戦終了後にそれぞれの組の同じ順位（1位チーム同士、2位チーム同士…。1位チーム同士による総合優勝戦の勝者が甲子園ボウルの関東地区代表の出場権を得る）による順位決定戦を行う。昇・降格は行わないものとした。
2021年度は平年と同じく1部TOP8、同BIG8のいずれも、8チームずつの総当たり戦とし、TOP8優勝チームが全日本大学選手権大会の関東リーグ代表校として、東日本地区代表決定戦（準決勝）出場権利獲得となる。また入れ替え戦（TOP8の下位2チームとBIG8上位2チーム）も行うと予定していたが、その後感染症拡大の影響から会期を1か月繰り下げたため、2020年と同じ方式を採用した。なお全日本大学選手権関東リーグ代表校の扱いは総合優勝戦の勝者に与えることは変わらない。また、それによる不公平感をなくすため、下位チームに対する降格、並びに入れ替え戦は行わず、2022年度はTOP8、BIG8とも10チームずつの参加とし、TOP8にはBIG8の上位2チームが、BIG8には2部から合計4チーム（これも参加16チームをあらかじめA・B2組=8チームずつとしていたものを、さらに2組ずつ・合計4組=4チームずつに再編しての1回総当たり+順位決定戦を行い、A・B各組の総合優勝戦に進出した合計4チーム）が自動昇格する方式を採った。
2022年度は1部TOP8、同BIG8の名称は変えないものの、TOP8、BIG8とも暫定的に10チームに拡大し、
- 1次リーグは参加10チームを5チームずつのA・B2組に分けての1回総当たり（4試合）
- 1次リーグの結果により、2次リーグ（上位組・下位組とも各3試合）は各ブロック1-3位チームが上位組に進出し、1次リーグで対戦しなかった別ブロックの3チームと1回総当たり、同4・5位は下位組に回り、同一ブロックだったチームを含め対象4チームによる1回総当たりを行う。なお1次リーグの成績はいずれも2次リーグ開始時に持ち越すものとし、各7試合の成績をもって順位を決めることにする。
- TOP8総合優勝チームが全日本大学選手権の関東リーグ代表校となる。
- TOP8の下位2チームは2023年度のBIG8へ自動降格。その次の7・8位のチームと、BIG8の上位2チームがチャレンジマッチ（入れ替え戦）に回る。またBIG8も下位2チームが2部へ自動降格、その次の5-8位チームは2部の上位4チームとの入れ替え戦に回る。

### あずまボウル
かつて行われていた、関東での最優秀校を決定するための1部上位校による決定戦。2005年度までは1部A、B両ブロックの上位2校ずつの計4校にて、準決勝・決勝のトーナメント方式（組み合わせは両ブロック同士で襷がけに対戦）で運営してきたが、2006年度からは両ブロック1位校同士の決勝戦のみの形式に変更された。なお2008・09年度は関東選手権としては開催せず、各ブロック優勝校が、北海道・東北の優勝校（どちらと対戦するかは抽選で決定）とまず対戦し、その勝者により東日本代表決定戦を争うというものであった。
大会名は、2010年度までは「クラッシュボウル」と称していたが、2011年度に第40回記念となったのを機に、「あずまボウル」に改称された。前述のとおり、2014年のリーグ戦再編の実施により、甲子園ボウル東日本代表決定戦への出場が新1部相当の「TOP8リーグ」で優勝した大学に与えられる形になったため、現行の方式による「あずまボウル」は廃止された。

### 医科歯科リーグ戦
関東選手権（2013年度まで）への参加権利がない別枠のリーグ戦を1回戦総当りにて実施。

### 並立リーグの時代
関東では、1970年から1980年までの間は成績順による直列のブロック構成ではなく、並立リーグとその各リーグ代表校による関東選手権大会の実施というスタイル構成を採っていた。また、その間にも新加盟や若干の編成替え・移籍、それに伴うリーグ名改称が頻繁に行われた。その時期の各リーグ構成について詳細を以下に解説する。

#### 東京六大学リーグ
（東京六大学リーグ→東京七大学リーグ）
- 1970年 - 慶應義塾大、東京大、法政大、明治大、立教大、早稲田大により東京六大学リーグが発足。
- 1972年 - 関東学生リーグから移籍した日本大が加わり、東京七大学リーグとなる。

#### 関東六大学リーグ
（関東六大学リーグ→関東七大学リーグ→関東八大学リーグ）
- 1970年 - 専修大、拓殖大、中央大、東海大、東洋大、防衛大により関東六大学リーグが発足。
- 1972年 - 関東学生リーグから移籍した日本体育大が加わり、関東七大学リーグとなる。
- 1976年 - 横浜国立大が加わり関東八大学リーグとなる。

#### 首都六大学リーグ
（首都六大学リーグ→首都七大学リーグ→首都八大学リーグ）
- 1970年 - 関東学院大、国際商科大、上智大、一橋大、明星大、和光大により首都六大学リーグが発足。
- 1972年 - 千葉商科大が加わり首都七大学リーグとなる。
- 1976年 - 駒澤大が加わり首都八大学リーグとなる。

#### さつきリーグ
- 1970年 - 青山学院大、学習院大、成蹊大、成城大、獨協大、明治学院大によりさつきリーグが発足。
- 1972年 - 関東学生リーグから移籍した桜美林大が加わる。
- 1975年 - 武蔵大が加わる。

#### 関東大学リーグ
（関東大学リーグ→関東学生リーグ→ローズリーグ）
- 1970年 - 亜細亜大、國學院大、城西大、大東文化大、東京経済大、日本大、日本体育大、日本工業大により関東大学リーグが発足。
- 1971年 - 関東学生リーグに改称。桜美林大が加わる。
- 1972年 - 日本大が東京六大学リーグへ、日本体育大が関東六大学リーグへ、桜美林大がさつきリーグへ移籍。
- 1973年 - ローズリーグに改称。
- 1974年 - 創価大が加わる。

#### 関東大学新加盟・準加盟リーグ
（関東大学リーグ→関東大学新加盟リーグ・関東大学準加盟リーグ）
- 1977年 - 並立リーグ時代後期に次々と増える新規参入校の一時的な収拾先として関東大学選手権への出場権を持たないリーグを設置。新加盟と準加盟の混成（関東大学リーグ）で任意に試合を実施（総当り戦ではなくチームによって試合数が異なる）。
- 1978年 - 新加盟と準加盟の2リーグに完全に分離して総当たり戦を実施。

※準加盟リーグ制は1981年の関東統一リーグ制（直列リーグ制）の復活以後も存続（但し、1981年の例にあるように、正式加盟への昇格状況により一時的にリーグが存在しない年度がある）。

## 歴代優勝チーム
- 1947年 - 明治大学
- 1948年 - 慶應義塾大学
- 1949年 - 慶應義塾大学
- 1950年 - 慶應義塾大学
- 1951年 - 立教大学
- 1952年 - 立教大学
- 1953年 - 立教大学
- 1954年 - 立教大学
- 1955年 - 日本大学
- 1956年 - 日本大学
- 1957年 - 日本大学
- 1958年 - 日本大学
- 1959年 - 日本大学
- 1960年 - 立教大学
- 1961年 - 日本大学
- 1962年 - 日本大学
- 1963年 - 日本大学
- 1964年 - 日本大学
- 1965年 - 立教大学
- 1966年 - 日本大学
- 1967年 - 日本大学
- 1968年 - 明治大学
- 1969年 - 日本大学
- 1970年 - 日本大学
- 1971年 - 日本大学
- 1972年 - 法政大学
- 1973年 - 日本大学
- 1974年 - 日本大学
- 1975年 - 明治大学
- 1976年 - 明治大学
- 1977年 - 日本大学
- 1978年 - 日本大学
- 1979年 - 日本大学
- 1980年 - 日本大学
- 1981年 - 日本大学
- 1982年 - 日本大学
- 1983年 - 日本大学
- 1984年 - 日本大学
- 1985年 - 明治大学
- 1986年 - 日本大学
- 1987年 - 日本大学
- 1988年 - 日本大学
- 1989年 - 日本大学
- 1990年 - 日本大学
- 1991年 - 専修大学
- 1992年 - 法政大学
- 1993年 - 日体大学
- 1994年 - 法政大学
- 1995年 - 法政大学
- 1996年 - 法政大学
- 1997年 - 法政大学
- 1998年 - 法政大学
- 1999年 - 法政大学
- 2000年 - 法政大学
- 2001年 - 法政大学
- 2002年 - 早稲田大学
- 2003年 - 法政大学
- 2004年 - 法政大学
- 2005年 - 法政大学
- 2006年 - 法政大学
- 2007年 - 日本大学
- 2008年 - 法政大学
- 2009年 - 法政大学
- 2010年 - 早稲田大学
- 2011年 - 日本大学
- 2012年 - 法政大学
- 2013年 - 日本大学
- 2014年 - 日本大学
- 2015年 - 早稲田大学
- 2016年 - 早稲田大学
- 2017年 - 日本大学
- 2018年 - 早稲田大学
- 2019年 - 早稲田大学
- 2020年 - 日本大学
- 2021年 - 法政大学
- 2022年 - 早稲田大学
- 2023年 - 法政大学
- 2024年 - 法政大学

## 主な試合会場
- アミノバイタルフィールド
- 駒沢第二球技場
- 横浜スタジアム
- 東京ドーム
- 富士通スタジアム川崎
- AGFフィールド

その他、各大学のグラウンドを使用。